# Ghiacciaio Erebus
Il ghiacciaio Erebus è un ghiacciaio lungo circa 7 km situato sulla costa sud-occidentale dell'isola di Ross, nella regione centro-occidentale della Dipendenza di Ross, in Antartide. Il ghiacciaio, il cui punto più alto si trova a circa 550 m s.l.m., fluisce verso sud-ovest lungo la parte terminale del versante meridionale del monte Erebus, all'estremità settentrionale della penisola di Hut Point, fino a entrare nella baia Erebus formando una lungua lingua glaciale sulla superficie della baia.

## Storia
Il ghiacciaio Erebus è stato scoperto nel 1840 dalla spedizione comandata da Sir James Clark Ross ed è stato così battezzato nel corso della spedizione Discovery, condotta dal 1904 al 1907 e comandata da Robert Falcon Scott, in omaggio alla Erebus, una delle navi che prese parte alla suddetta spedizione di Ross.
Il 1º marzo 1990 un importante distacco si verificò da questo ghiacciaio quando una parte della lingua glaciale Erebus se ne distaccò del tutto. Il pezzo che si distaccò era lungo 3,5 km e la sua massa fu stimata essere 1011 kg.

## Mappe

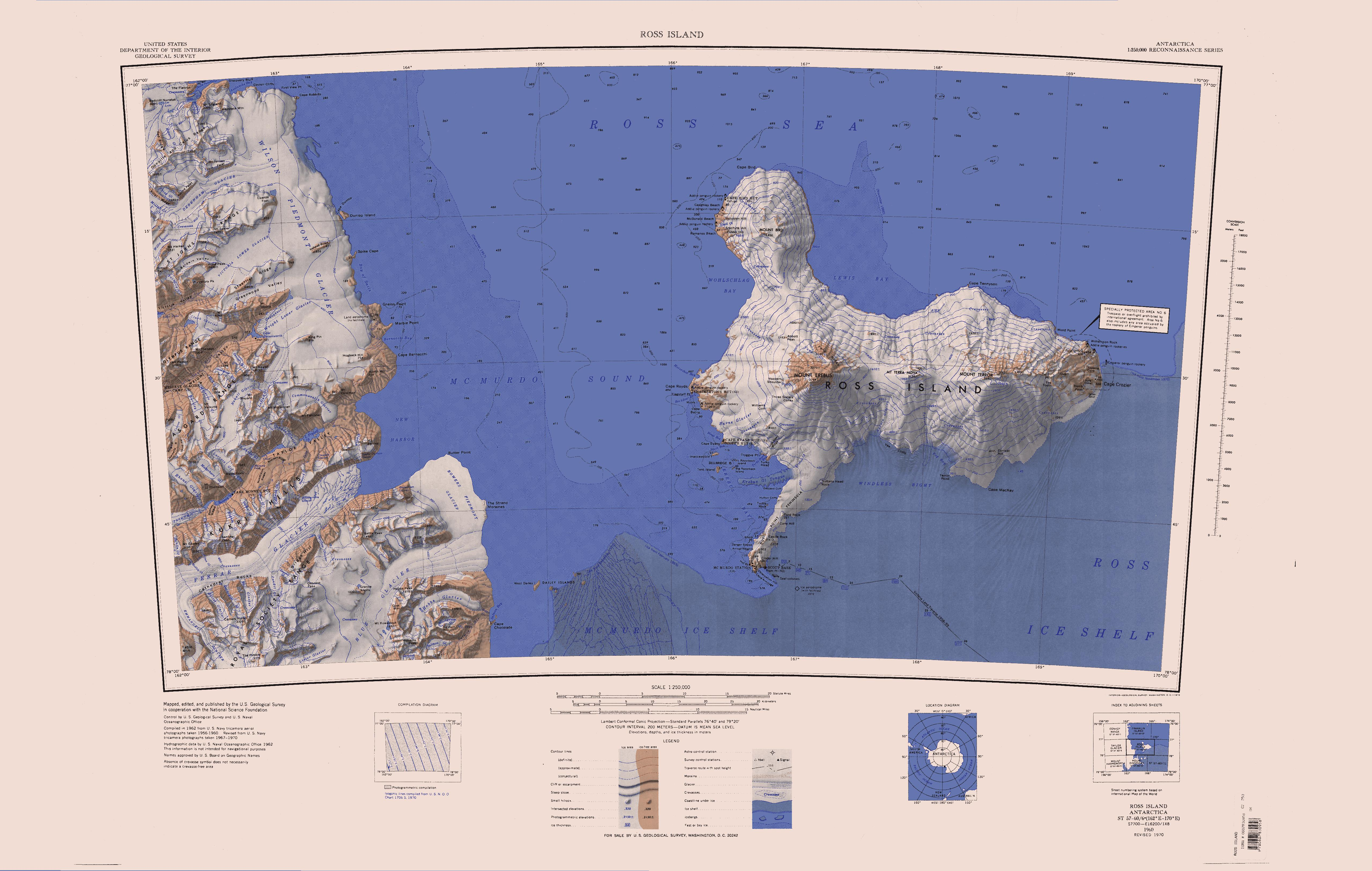
Nella parte centro-orientale di questa mappa è possibile vedere il flusso del ghiacciaio Terror.